# Torrent d'Urdoll
El Torrent d'Urdoll, conegut també amb la denominació de Torrent d'Urdell és un afluent per l'esquerra de la Riera de Canalda. Sovint se'l confon amb el torrent de la Perdiu però són rases diferents. El nom apareix en la documentació dels comunals de Canalda.

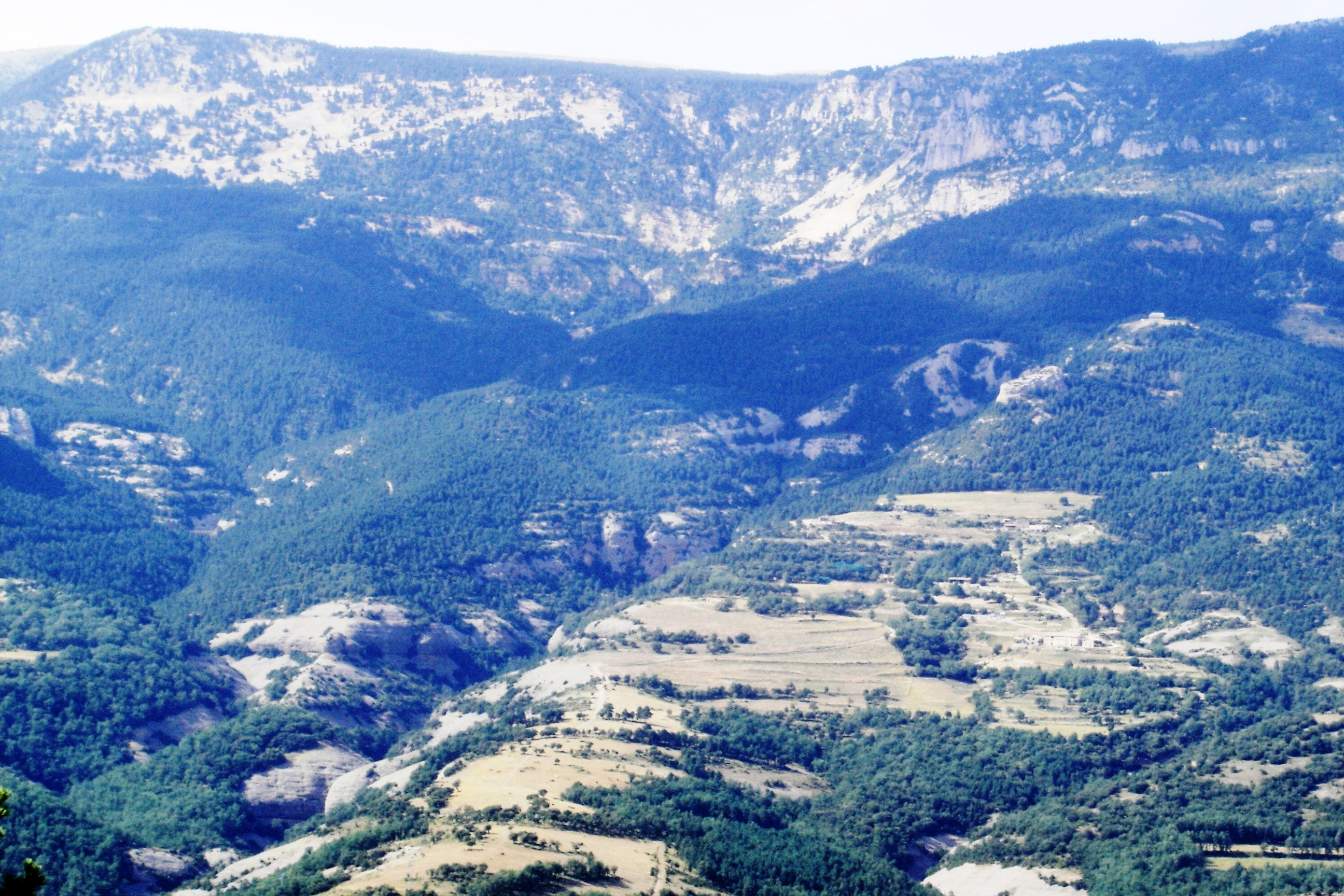
El Torrent d'Urdoll i la Riera de Canalda.Clicar aquí per a veure la llegenda

El torrent d'Urdoll neix al coll de Tancalaporta a més de 2.000 d'altitud, per sobre de prats de Bacies. De direcció global nord-sud, travessa prats de Bacies on fa una giragonsa, primer NO-SE i després NE-SO. Desaigua a la riera de Canalda per sobre la carretera L-401. En el curs superior fa de límit entre Canalda i la Coma i més endavant entre Canalda i Guixers